# Waldschloß-Brauerei (Wuppertal)
Die Waldschloß-Brauerei wurde 1867 von der Familie Hollmann auf dem familieneigenen Grundstück im Barmer Stadtteil Wichlinghausen errichtet und bis 1967 in Familienbesitz geführt. Genau 100 Jahre nach der Gründung wurde die Brauerei 1967 an die Wicküler-Brauerei verkauft. Der Braubetrieb wurde 1988 eingestellt.

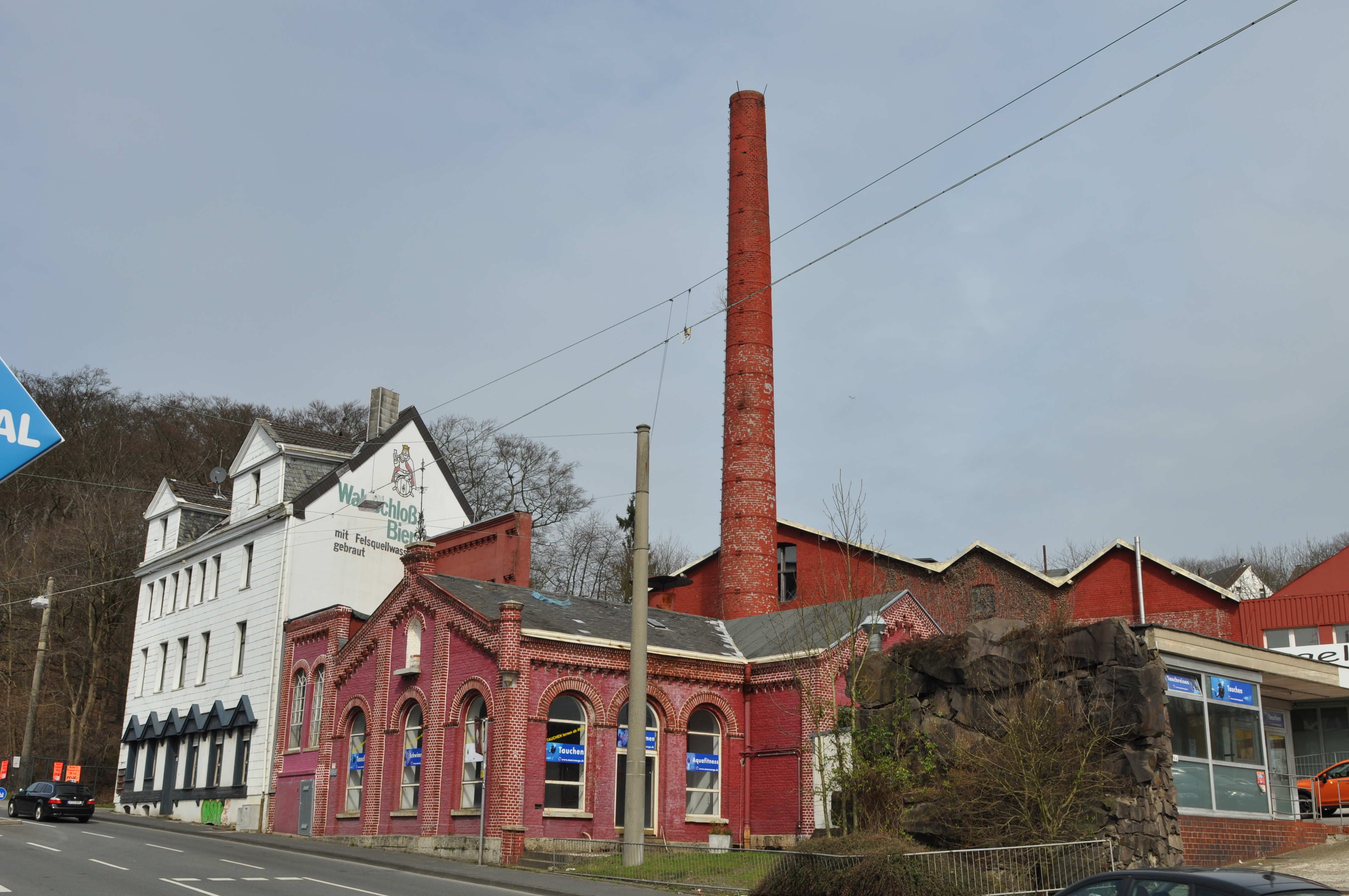
Waldschloß-Brauerei in Wuppertal

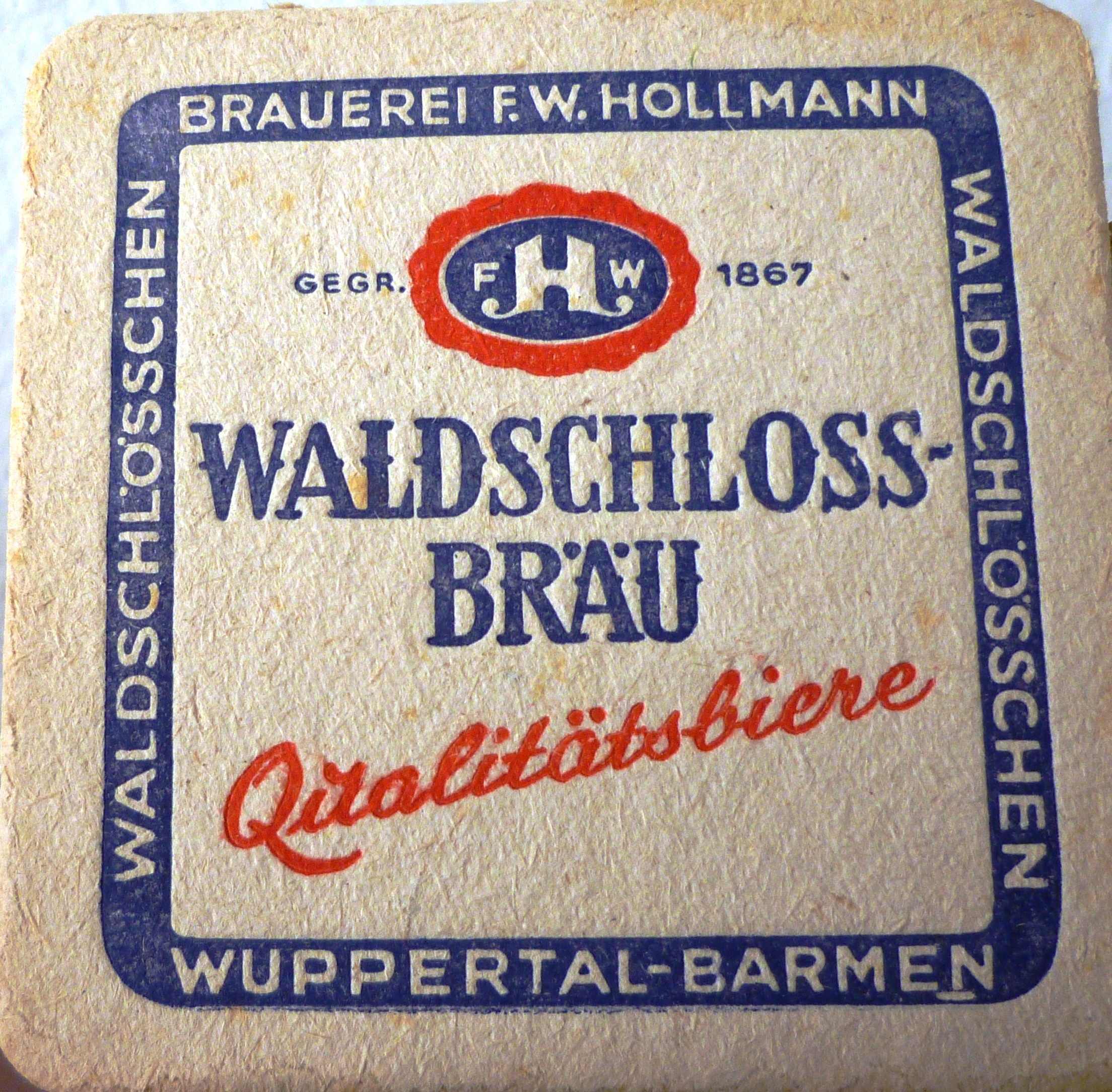
Bierdeckel der Waldschloß-Brauerei

## Geschichte
In der zweiten Hälfte des 19. Jahrhunderts gab es im heutigen Wuppertaler Stadtgebiet ca. 50 bis 70 Brauereien, wobei die meisten kleine Hausbrauereien waren, während große Produktionsstätten eine Ausnahme bildeten. Im Jahre 1867 gründete Friedrich Wilhelm Hollmann die Waldschloß-Brauerei, drei eigene Brunnen garantierten reines Wasser. Noch heute erinnert eine Wohnstraße mit dem Namen „Hollmanns Böschken“ oberhalb der ehemaligen Brauerei an den Firmengründer. Die Brauerei blieb 100 Jahre in Familienbesitz. Die zunehmende Konkurrenz durch preiswerte ausländische Biere und Unstimmigkeiten innerhalb der an Zahl immer größer werdenden Familien-Gesellschafter führten 1967 zum Verkauf an die Wicküler-Brauerei. Als 1988 Neuinvestitionen im technischen Betrieb erforderlich gewesen wären, wurde die Waldschloß-Brauerei stillgelegt und Produktion und Abfüllung der Marken Waldschloß (Pils, Export, Alt und Malz) erfolgte von nun an in der Wicküler-Brauerei. Zu dieser Zeit hatten noch 34 Mitarbeiter für einen Jahresausstoß von 150.000 Hektoliter gesorgt.

## Denkmal
Das ehemalige Brauerei-Gebäude an der heutigen Märkischen Straße 44 wurde im Jahre 1886 aus Backsteinen errichtet und ist Bestandteil einer über Jahrzehnte gewachsenen Brauereianlage. Das noch erhaltene Gebäude ist eine der größten Anlagen im Wuppertaler Stadtgebiet und daher ein wichtiges Zeugnis für die Wirtschafts- und Sozialgeschichte von Wuppertal. Die noch vorhandenen historischen Reste gehören zu den wenigen erhaltenen Beispielen, die das Brauwesen in der 2. Hälfte des 19. Jahrhunderts dokumentieren. Erhaltung und Nutzung liegen deshalb gemäß § 2 (1) DSchG aus wissenschaftlichen und stadthistorischen Gründen im öffentlichen Interesse, daher erfolgte 1992 die Eintragung als Denkmal (Denkmalnummer 2526) in die Denkmalliste Wuppertal.